# Stuart (Virginia)
Stuart es un pueblo situado en el condado de Patrick, Virginia  (Estados Unidos). Según el censo de 2010 tenía una población de 1.408 habitantes.

## Demografía
Según el censo del 2000, Stuart tenía 961 habitantes, 449 viviendas, y 246 familias. La densidad de población era de 501,4 habitantes por km².
De las 449 viviendas en un 25,8%  vivían niños de menos de 18 años, en un 35,9%  vivían parejas casadas, en un 14,7% mujeres solteras, y en un 45% no eran unidades familiares. En el 42,1% de las viviendas  vivían personas solas el 19,8% de las cuales correspondía a personas de 65 años o más que vivían solas. El número medio de personas viviendo en cada vivienda era de 2,09 y el número medio de personas que vivían en cada familia era de 2,85.
Por edades la población se repartía de la siguiente manera: un 22,4% tenía menos de 18 años, un 9,3% entre 18 y 24, un 25,6% entre 25 y 44, un 23% de 45 a 60 y un 19,8% 65 años o más.
La edad media era de 40 años. Por cada 100 mujeres de 18 o más años  había 82,8 hombres.
La renta media por vivienda era de 20.192$ y la renta media por familia de 35.000$. Los hombres tenían una renta media de 29.375$ mientras que las mujeres 19.938$. La renta per cápita de la población era de 16.265$. En torno al 21,3% de las familias y el 24,1% de la población estaban por debajo del umbral de pobreza.